# Черепухин, Семён Иванович
Семён Иванович Черепухин — советский государственный и политический деятель, председатель Курского областного исполнительного комитета.

## Биография
Родился в 1907 году. Член ВКП(б) с 1931 года.
С 1927 года — на общественной и политической работе. В 1927—1961 гг. — комсомолец, председатель колхоза «Светлый путь», председатель Гнездековского сельсовета, партследователь ККРКИ, старший судья Дмитриевского района Орловской области, заведующий оргинструкторским отделом Ленинского райкома ВКП(б) Курска, 1-й секретарь Касторенского районного комитета ВКП(б), 1-й секретарь Малоархангельского районного комитета ВКП(б), партизан при I-й Курской партизанской бригаде, член комиссии по выявлению злодеяний немецко-фашистских захватчиков на территории Орловской области, председатель Исполнительного комитета Курского областного Совета, директор хозяйства «Серебряный бор» при управлении делами ЦК КПСС.
Избирался депутатом Верховного Совета СССР 4-го и 5-го созывов. Делегат XX и XXI съездов КПСС.